# Malenkij voin
Malenkij voin (russisk: Маленький воин) er en russisk spillefilm fra 2021 af Ilja Jermolov.

## Medvirkende
- Ilja Sigalov som Vitja Kasatkin
- Marija Lobanova som Gelja
- Nikolaj Sjrajber
- Artjom Bystrov
- Kamil Larin